# Carlota Ferrer
Carlota Ferrer Madrid  1976 es una directora de escena, actriz y coreógrafa española.

## Biografía
Es una artista multidisciplinar, actriz, directora de escena, ayudante de dirección, coreógrafa y entrenadora de actores.
Fiel seguidora de Metrópolis, el mítico programa dedicado a las artes y a la cultura, de la 2 de TVE. desde su juventud imitaba a personas del pueblo e inventaba personajes que luego mostraba a la familia y a las amigas. Pronto comenzó a hacer también danza y, aunque ya había hecho algunos pinitos teatrales en El Escorial, en COU decide estudiar interpretación en  el Teatro de la Danza de San Sebastián de los Reyes y a la vez Danza Contemporánea. Después se matriculó en la Resad donde obtuvo el título de Dirección Escénica y Dramaturgia. Compatibilizó sus estudios de dirección con su faceta de actriz en el Teatro La Abadía.
En el Teatro de La Abadía en Madrid ha sido ayudante de dirección de José Luis Gómez, de Krystian Lupa y de Àlex Rigola, y ha trabajado como actriz en Al final todos nos encontraremos, Me acordaré de todos vosotros o Ubú rey. Su último trabajo  como actriz ha sido dentro de los laboratorios de La Biennale de Venecia 2011 en la pieza Slow Lie, dirigida por Jan Lauwers.
En 2015 fue una de las creadoras de LaZonaKubik, una iniciativa con la que la productora Lazona y la sala Kubik Fabrik pretendía revolucionar el modelo de creación y producción del teatro alternativo. Ferrer trabajó con la obra Fortune Cookie, cuyo hilo conductor son las profecías y proverbios que aparecen en las galletas de la suerte chinas.
En 2017 la nombran directora artística del Corral de Comedias de Alcalá de Henares (Madrid). 
En la temporada 2018-19 inauguró Esto no es La casa de Bernarda Alba, una adaptación íntima y cercana, a tres bandas, de este montaje cargado de belleza e interpretado por hombres en roles femeninos buscando romper las distancias entre géneros y homenajeando a Federico García Lorca.
En 2019 fue nombrada como la nueva directora del Festival de Otoño de Madrid.

## Trayectoria

### Directora
- El último rinoceronte blanco
- Los cuerpos perdidos
- Esto no es la casa de Bernarda Alba
- Blackbird
- Alma y Cuerpo
- Fortune cookie
- Los nadadores nocturnos. Premio Max a mejor espectáculo revelación 2015.
- La vida a palos

### Directora y coreógrafa
- Los no lugares en las Naves del Matadero durante el Fringe 2013
- La creación Swimming B en una residencia artística en la Biennale de Venecia 2012
- La lectura dramatizada El mundo entero de T. Walsier para el Instituto Goethe
- La melancolía de King Kong de José Manuel Mora en el Teatro de la Abadía

### Coreógrafa
- El misántropo en el Teatro Español
- El Inspector de Gogol en el CDN
- Veraneantes de Gorki en La Abadía.

### Actriz
- Al final todos nos encontraremos
- Me acordaré de todos vosotros
- Ubú rey
- Slow Lie en la Biennale de Venecia 2011

Además imparte talleres de creación contemporánea en Madrid, Bilbao, Valladolid, Vitoria y París.

## Premios
- 2015 - Premios Ojo Crítico, otorgados por RNE, por ser una mujer integral de teatro.[15]
- 2015 - Premio Max al Mejor Espectáculo Revelación por Los nadadores nocturnos, obra que dirigió.[16]